# Израелци
Израелци (хебр. ישראלים, арап. الإسرائيليين‎) јесу држављани или стални становници Државе Израел, мултиетничке државе коју насељавају становници различитог етничког поријекла. Највеће етничке групе Израела су Јевреји (74,7%) и Арапи (око 20,8%), док остатак чине мањине (4,5%). Од укупног броја јеврејског становништва, стотине хиљада Јевреја рођених у Израелу поријеклом воде од Ашкенашких и Мизрахи Јевреја. Више од половине Јевреја барем дјелимично води поријекло од Мизраха.
Јеврејска миграција ширих размјера крајем 19. и почетком 20. вијека из јеврејских заједница у Европи и у Средњем истоку и новија миграција ширих размјера из сјеверне Африке, западне Азије, Америка, бившег Совјетског Савеза и Етиопије увеле су многе нове културне елементе и имале су дубок утицај на израелску културу.
Израелци и људи израелског поријекла живе широкм свијета: у Сједињеним Државама, Русији (нарочито у Москви која има највећу израелску заједницу изван Израела), Индији, Канади, Уједињеном Краљевству, Аустралији, Њемачкој и даље широм свијета. Процјењује се да скоро 10% укупног становништва Израела живи изван граница своје матичне државе.